# Buicourt
Buicourt é uma comuna francesa na região administrativa de Altos da França, no departamento de Oise. Estende-se por uma área de 3,51 km². Em 2010 a comuna tinha 146 habitantes (densidade: 41,6 hab./km²).